# 印度尼西亚—马来西亚关系

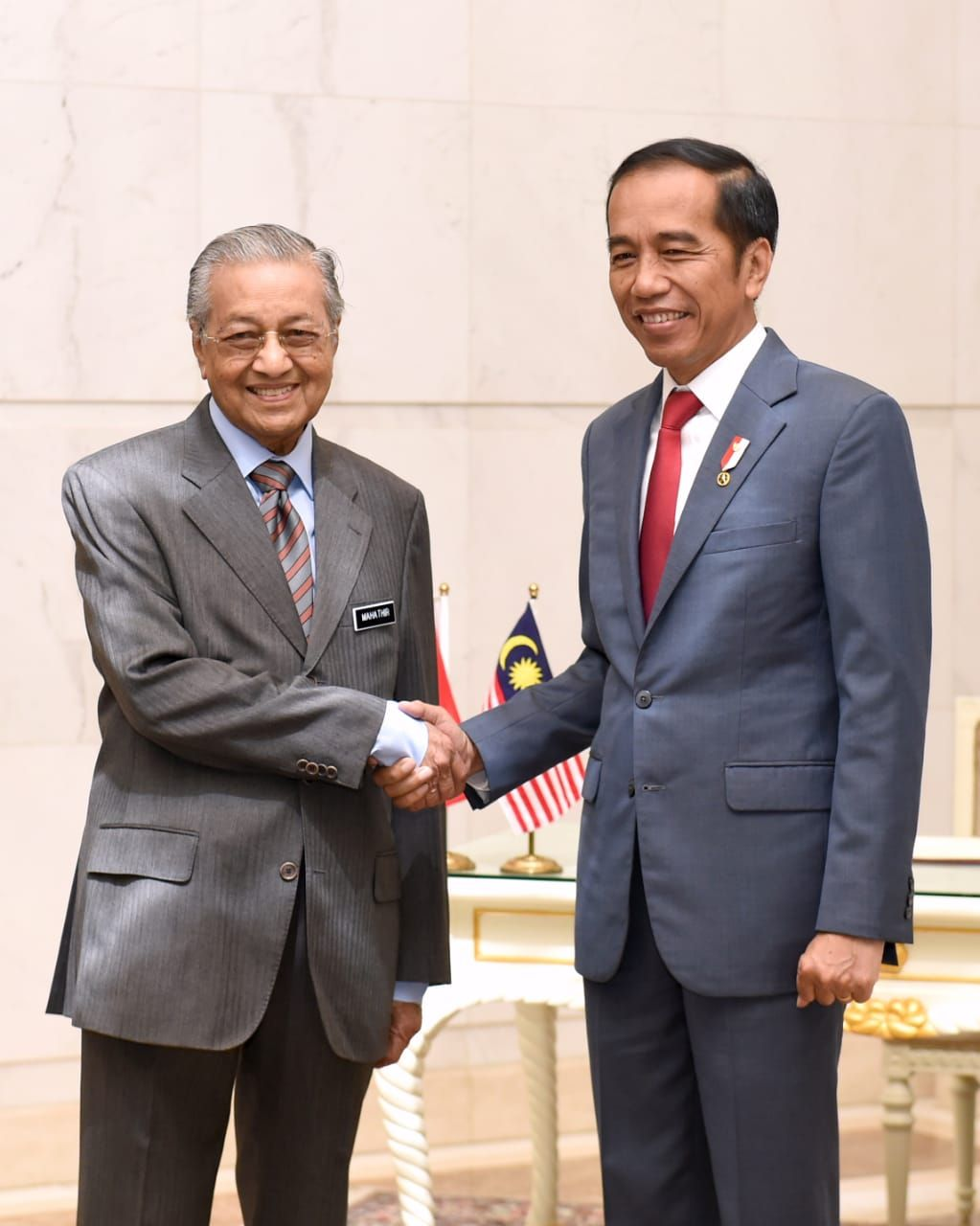
印尼总统佐科·维多多到访马来西亚，在布城与马来西亚首相马哈迪·莫哈末会面（2019年8月9日）

印度尼西亚－马来西亚关系（英語：Indonesia–Malaysia relations）是印度尼西亚与马来西亚的关系。印尼在吉隆坡设有大使馆，同时在乔治市、新山市、亚庇和古晋都设有领事馆。马来西亚也在雅加达设有大使馆，同时在棉兰和北干巴魯都设有领事馆。两国关系曾因印尼第一任总统苏卡诺率领进行印马对抗而恶化，但在苏哈托总统任内恢复正常。1970年3月17日，苏哈托抵达马来西亚进行国事访问，成为首位到访该国的印尼领导人，他在机场受到了约一万人的迎接。马来西亚在任最长的首相马哈迪·莫哈末于1981年上任后，因苏哈托邀请而选择印尼作为本身任相后的首次出国官式访问。
两国都是东盟和亚太经合组织的创始国。